# Ван Лой, Рик
Рик ван Лой (нидерл. Rik van Looy; 20 декабря 1933, Гроббендонк, Бельгия — 17 декабря 2024, Херенталс, Бельгия) — бельгийский шоссейный и трековый велогонщик, сильнейший классик своего поколения. Ван Лой стал первым победителем всех пяти монументальных однодневок, он дважды выигрывал чемпионат мира и 37 раз этапы супермногодневок. Олимпийский чемпион 1952 года в командной гонке. 

## Карьера
Подростком ван Лой работал почтальоном, возя тяжёлые сумки с газетами на убогом велосипеде по бельгийских холмам. В 1952 году сосед уговорил его попробовать силы в любительских гонках, посчитав неслучайным совпадение имён с земляком Риком ван Стенбергеном. Ван Лой одержал ряд побед, в том числе дважды выиграл любительский чемпионат Бельгии. В конце 1953 года он подписал профессиональный контракт, и в следующие 2 года выиграл 20 второстепенных гонок. В 1956 году Рик перешёл в Faema-Guerra, где по-настоящему раскрылся. Дебютный сезон выступлений за команду принёс ему престижные победы, в том числе на классиках Гент — Вевельгем и Париж — Брюссель, а на чемпионате мира он уступил только ван Стенбергену. По аналогии с последним ван Лой получил прозвище Рик II. В следующем сезоне ему удалось защитить титулы на Гент — Вевельгем, Туре Нидерландов и Схелдепрейсе. Ещё через год ван Лой поднялся на новый уровень, выиграв свою первую монументальную классику, Милан — Сан-Ремо, и 5 этапов Вуэльты Испании.
За карьеру он выиграл 7 этапов Тур де Франс, 12 Джиро д'Италия и 18 Вуэльты. Кроме того, Рик побеждал в спринтерском зачёте Вуэльты Испании (дважды) и Тур де Франс (спринтерский зачёт Джиро появился лишь в 1966 году, на закате карьеры бельгийца), на итальянской многодневке становился горным королём, а на испанской ещё и дважды финишировал третьим в общем зачёте. Он обладал очень мощными ногами и недоразвитыми остальными частями тела, жаловался на боль при ходьбе. Ван Лой ненавидел общаться с болельщиками и журналистами, что не сказывалось на его популярности у любителей велоспорта и рекламодателей. В Faema он по сути добровольно исполнял функции директора, подбирая себя партнёров на гонку и их тактику. Когда в 1958 году его партнёр по команде Леон Вандале выиграл Париж — Рубе, ван Лой выгнал его из команды за несоблюдение тактики. В следующем сезоне Рик впервые выиграл Тур Фландрии и Джиро ди Ломбардия. 1960 год принёс ему первый титул чемпиона мира, который он отстоял через год. В том же сезоне 1961 ван Лой вписал своё имя в историю, выиграв последние монументальные классики: Париж — Рубе и Льеж — Бастонь — Льеж.
1962 год он провёл в Faema-Flandria, где устроил революцию в групповом спринте. Рик собрал ровный состав команды, развозивший его на финиш популярным теперь «спринтерским поездом». Сидевший в нём последним колесом ван Лой уже мог не прилагать особенных усилий, а соперники называли такое поведение «Фландрии» неспортивным. В следующем сезоне Рик ушёл из команды и его карьера медленно пошла на спад, хотя он продолжал достигать новых успехов. Так, в 1965 году бельгиец выиграл сразу 8 этапов Вуэльты, вскоре установил рекорд побед на E3 Харелбеке (4). В 1968 году ван Лою покорилась последняя элитная велогонка Бельгии, Флеш Валонь. Через год он единственный раз стал чемпионом Бельгии на треке, в мэдисоне. Успехи Рика на крытом кольце были скромнее шоссейных, хотя он становился призёром европейских чемпионатов и выиграл множество шестидневных гонок. В 1970 году, когда в велоспорте уже доминировал Эдди Меркс, ван Лой завершил карьеру и начал работать техническим директором в велофедерации Фландрии. Первоначально ему нравилось готовить гонщиков высшего уровня, но затем он переключился на работу с детьми и развитие массового велоспорта.
Скончался после непродолжительной болезни 17 декабря 2024 года в возрасте 90 лет.

## Главные победы
- Олимпийский чемпион 1952 в командной гонке
- Чемпион мира в групповой гонке (1960, 1961)
- Милан — Сан-Ремо (1958)
- Тур Фландрии (1959, 1962)
- Джиро ди Ломбардия (1959)
- Париж — Рубе (1961, 1962, 1965)
- Льеж — Бастонь — Льеж (1961)
- Спринтерский зачёт (1963) и 7 этапов (1963, 1965, 1969) Тур де Франс
- Горный зачёт (1960) и 12 этапов (1959—1962) Джиро д'Италия
- Спринтерский зачёт (1959, 1965) и 18 этапов (1958, 1959, 1964, 1965) Вуэльты Испании
- Гент — Вевельгем (1956, 1957, 1962)
- Париж — Тур (1959, 1967)
- Флеш Валонь (1968)
- E3 Харелбеке (1964, 1965, 1966, 1969)
- Париж — Брюссель (1956, 1958)
- Чемпион Бельгии в групповой гонке (1958, 1963) и мэдисоне (1969 с Патриком Серкю)
- Тур Нидерландов (1956, 1957)
- Тур Бельгии (1961)
- Вуэльта Валенсии (1959)
- Джиро ди Сарденья (1959, 1962, 1965)
- Схелдепрейс (1956, 1957)
- Коппа Бернокки (1957, 1958)
- Париж — Люксембург (1964)
- Букль де л'Ольн (1963, 1964)
- Схал Селс (1957)
- Шесть дней Гента (1958 с Реджинальдом Арнольдом, 1960 и 1961 с Петером Постом)